# 郡山郵便局
郡山郵便局（こおりやまゆうびんきょく）
- 福島県郡山市にある郵便局。本記事にて記述。
- 鹿児島県鹿児島市にある郵便局。局番号は78021。

郡山郵便局（こおりやまゆうびんきょく）は、福島県郡山市朝日にある郵便局。民営化前の分類では集配普通郵便局であった。局番号は82016。

## 概要
住所：〒963-8799 福島県郡山市朝日2-24-6
ゆうちょ銀行郡山店は、ゆうちょ銀行福島パートナーセンター（民営化前の郵便貯金福島県サポートセンター、後の旧・福島地域センター）の建物内に単独設置されている。
区分業務については、2017年から郡山東郵便局へ移管。

### 分室
現在はなし。
かつては以下の分室が存在した。
- 徳定分室 - 1945年（昭和20年）に廃止

## 沿革
- 1872年8月4日（明治5年7月1日） - 郡山郵便取扱所として開設[1]。
- 1874年（明治7年）7月 - 郡山郵便役所となる。
- 1875年（明治8年）1月1日 - 郡山郵便局（四等）となる。同年10月より為替取扱を開始。
- 1879年（明治12年）8月 - 貯金取扱を開始。
- 1891年（明治24年）6月1日 - 郡山郵便電信局となる。
- 1903年（明治36年）4月1日 - 通信官署官制の施行に伴い郡山郵便局（三等）となる。
- 1909年（明治42年）2月11日 - 電話交換業務および電話通話事務並びに電話加入者の託送電報取扱を開始[2]。
- 1916年（大正5年）7月1日 - 特設電話を普通電話に変更[3]。
- 1938年（昭和13年）3月21日 - 永盛郵便局から電話事務を移管[4]。
- 1940年（昭和15年）11月27日 - 等級を二等から一等に改定[5]。
- 1944年（昭和19年）11月11日 - 田村郡守山町大字徳定に徳定分室を設置[6]。
- 1945年（昭和20年）8月11日 - 徳定分室を廃止[7]。
- 1949年（昭和24年）2月21日 - 電信事務を郡山電信局に、電話事務を郡山電話局に移管[8]。
- 1959年（昭和34年）11月6日 - 郡山市燧田から同市字駅前へ移転[9]するとともに、電話通話および和文電報受付事務の取扱を開始[10]。
- 1977年（昭和52年）7月18日 - 郡山市中町から、同市朝日二丁目に局舎を新築、移転。
- 1991年（平成3年）10月1日 - 外国通貨の両替および旅行小切手の売買に関する業務取扱を開始。
- 2003年（平成15年）9月1日 - いわき郵便局から郵便番号上2桁が97の地域区分業務を移管。
- 2007年（平成19年）
  - 3月5日 - 熱海郵便局から集配業務を移管[11]。
  - 10月1日 - 民営化に伴い、併設された郵便事業郡山支店に一部業務を移管。
- 2010年（平成22年）7月1日 - 郵便事業郡山支店が手がけるゆうパックの区分業務を郵便事業福島ターミナル支店（須賀川市）へ移管。
- 2011年（平成23年）8月29日 - 郵便事業福島ターミナル支店が廃止されたことに伴い、ゆうパックの区分業務を郵便事業郡山支店へ返上。
- 2012年（平成24年）10月1日 - 日本郵便株式会社の発足に伴い、郵便事業郡山支店を郡山郵便局に統合。
- 2017年（平成29年）6月19日 - 地域区分局業務を、郡山東郵便局へ移管。
- 2018年（平成30年）3月5日 - 郡山南郵便局、郡山西郵便局、日和田郵便局、小泉郵便局、西田郵便局から集配業務を移管[12]。

## 取扱内容
- 郵便、印紙、ゆうパック、内容証明
- 貯金、為替、振替、振込、国際送金、外貨両替、国債、投資信託
- 生命保険、バイク自賠責保険、自動車保険、がん保険、変額年金保険
- ゆうちょ銀行ATM
- 郡山市の一部地域（〒963-0000、〒963-80xx、〒963-85xx、〒963-86xx、〒963-87xx、〒963-88xx、〒963-01xx、〒963-02xx、〒963-05xx、〒963-06xx、〒963-09xx、〒963-13xx）の集配業務
- ゆうゆう窓口

## 周辺
- 福島放送
- 郡山市役所
- 開成山公園
- ヨークベニマル本部
- 秋田銀行郡山北支店

## アクセス
- 福島交通バス 郡山郵便局前停留所下車
- 東北自動車道 郡山ICから南東へ約4km
- 駐車場あり：35台